# Genevieve Brossard de Beaulieu
Marie Renée Geneviève Brossard de Beaulieu (n. 30 iunie 1755, La Rochelle, Poitou-Charentes, Franța – d. 5 aprilie 1832, Paris, Franța) a fost pictoriță franceză.

## Biografie

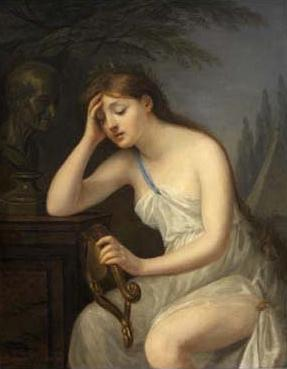
Muza poeziei arătând regretele pe care i le-a adus moartea lui Voltaire (1785), Poitiers, muzeul Rupert-de-Chièvres.

Geneviève Brossard de Beaulieu s-a născut la 30 iunie 1755 în La Rochelle. A fost fiica pictorului și gravorului François Louis Brossard de Beaulieu și a lui Geneviève Montagne. A studiat pictura cu Jean-Baptiste Greuze⁠(d).
S-a specializat în genuri istorice și mitologice, precum și în realizarea de portrete. A avut o școală în Lille până la Revoluție. După Restaurare a obținut o pensie de stat.
Câteva dintre lucrările sale i-au supraviețuit, printre care Portretul Prințesei Elisabeth Lubomirksa (aflat în prezent la Muzeul Național din Varșovia), Cap de fetiță (aflat în prezent la Muzeul de Arte Frumoase de La Rochelle), precum și Muza poeziei arătând regretele pe care i le-a adus moartea lui Voltaire (Poitiers, Muzeul Rupert-de-Chièvres).
Pictorul și colecționarul Jacques Augustin de Silvestre⁠(d) (1719-1809) avea un portret realizat de ea (ulei pe pânză) care nu a fost încă localizat, care înfățișează o tânără brunetă, cu părul înfășurat într-o batistă roșie și gâtul parțial acoperit cu o batistă.

## Formarea artistei
Fiind fiica pictorului și gravorului francez François Louis Brossard de Beaulieu, ea a beneficiat mai întâi de învățătura acestuia: faptul de a avea un membru al familiei în domeniul artei a fost un factor determinant pentru femeile pictorițe din această perioadă. Apoi și-a continuat ucenicia în atelierul pictorului Jean Baptiste Greuze⁠(d), care a fost maestrul multor pictori. Până în ziua de astăzi, nu se știe dacă acesta a predat femeilor din necesitate economică, din sfidarea Academiei sau din solidaritate cu această categorie de artiști care nu puteau concepe o carieră în cadrul instituției. Acest subiect este slab documentat, deoarece biografii lui Greuze au manifestat puțin interes pentru acest aspect.
În 1784, Geneviève Brossard de Beaulieu a cerut să fie primită în cadrul Academiei sau să fie recunoscută oficial. Cererea sa nu a fost nici acceptată, nici refuzată, iar ea a primit un „certificat”. Conștientă de faptul că acest document nu avea nicio valoare reală, ea l-a făcut să fie semnat de cei mai consacrați academicieni. În 1785, a fost primită la Accademia di San Luca din Roma. Acest certificat va fi fost cu siguranță decisiv pentru intrarea ei la Roma, precum și pentru obținerea de subvenții după Restaurație.

## Lucrări în colecții publice

### Franța
- La Rochelle, muzeul de arte plastice:Capul unei fete tinere.
- Poitiers, muzeul Rupert-de-Chièvres:Muza poeziei arătând regretele pe care i le-a adus moartea lui Voltaire, 1785, ulei pe pânză.

### Polonia
- Muzeul Național din Varșovia: Portretul prințesei Elisabeth Lubomirksa .

### Italia
- Roma, Accademia Nazionale di San Luca La contemplazione (Contemplarea), 1785. Ulei pe pânză, 41 x 33,5 cm Inv. 0315 [6]